# Assemblées de Dieu de France
Les Assemblées de Dieu de France sont une association chrétienne évangélique d'églises pentecôtistes, membre du CNEF et de l'Association mondiale des Assemblées de Dieu. Les ADDF comptent un institut de théologie affilié, l'Institut de théologie biblique. Son siège est situé à Léognan, près de Bordeaux.

## Histoire

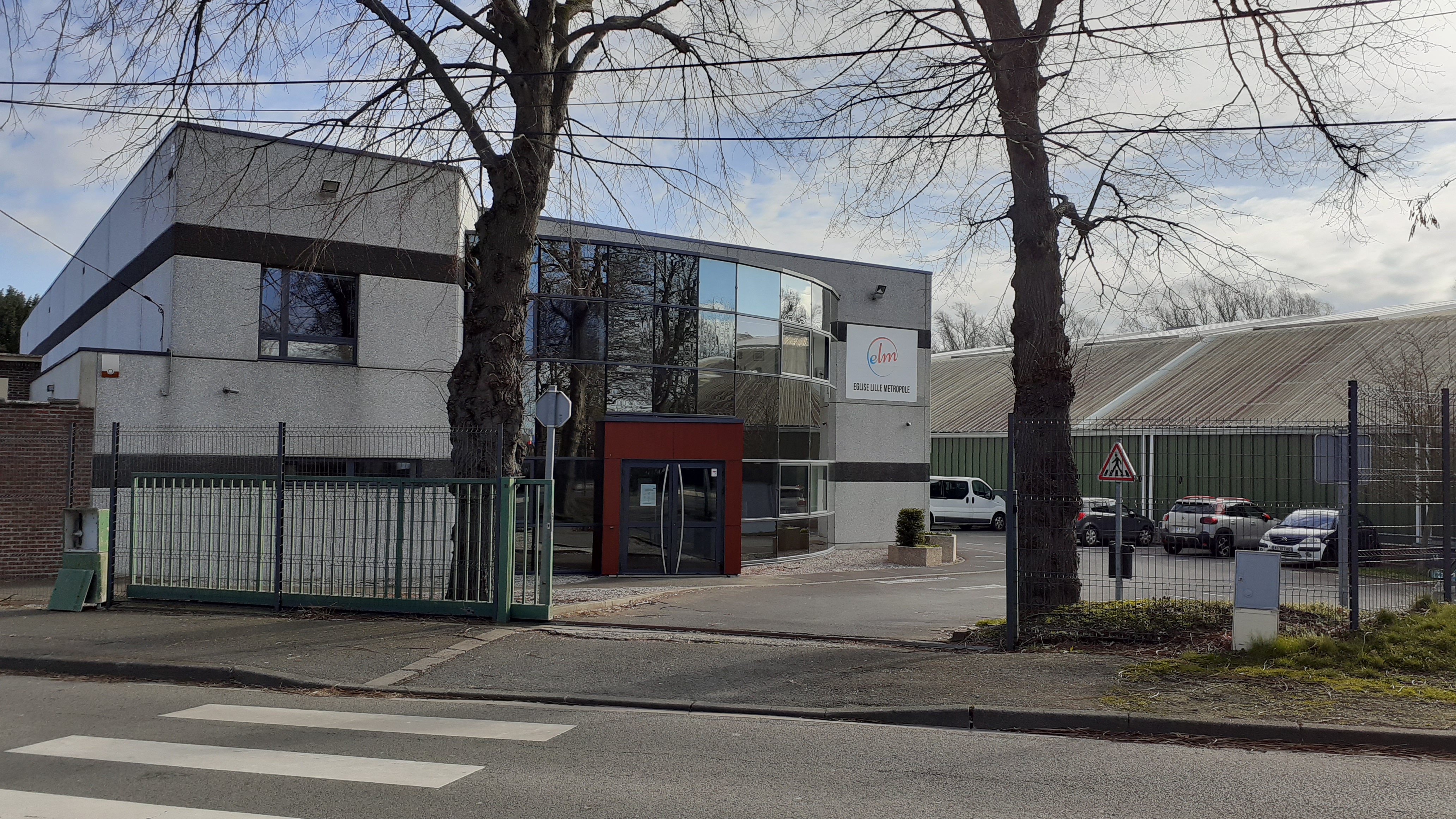
Bâtiment de l’Église Lille Métropole à Wasquehal

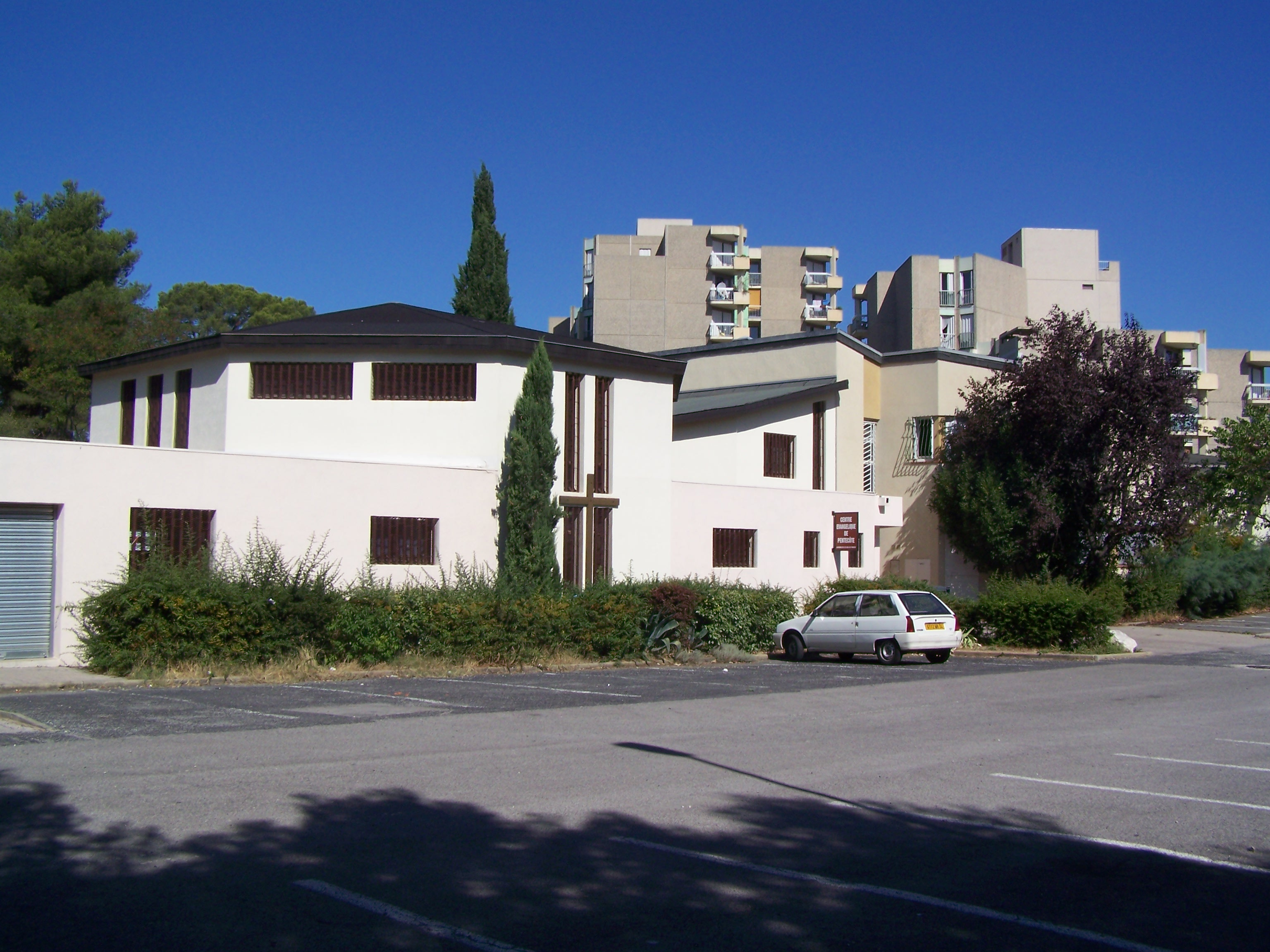
Bâtiment de l’Église évangélique ADD de Montpellier

L’Église des Assemblées de Dieu s’est développée en France à la suite des prédications de l’évangéliste pentecôtiste anglais  Douglas Scott et du pasteur danois Owe Falg qui ont commencé en 1930. C’est durant la première convention des ADDF à Le Havre en 1932 que l'association est fondée. Une confession de foi est établie. Un magazine, Viens et Vois est créé cette même année. L’association passe de 8 églises en 1933, à 34 en 1941. En 1947, elle en compte 60,. En 2004, elle comptait 40 000 membres et 395 églises.

## Statistiques
Selon un recensement de l’association d’églises, elle aurait en 2023, 530 églises membres
.

## Croyances
L’union a une confession de foi pentecôtiste . Elle est membre de l’Association mondiale des Assemblées de Dieu  et du CNEF.

## Programmes sociaux
La Solidarité Evangélique, est l'organisme  humanitaire des ADDF pour la gestion d’actions sociales et de l’aide d’urgence .